# Nobuyoshi Arakida
Nobuyoshi Arakida (en japonés:荒木田 進謙; 26 de marzo de 1988) es un luchador japonés de lucha libre. Participó en cuatro Campeonatos Mundiales consiguiendo la 8.ª posición en 2015. Ganó una medalla de bronce en los Juegos Asiáticos de 2014 y en Campeonato Asiático en 2009. Representó a su país en la Copa del Mundo de 2014 clasificándose en la octava posición. Tercero en el Campeonato Mundial de Juniores del año 2013.